# Simalia nauta
Simalia nauta es una especie de serpientes de la familia Pythonidae.

## Distribución geográfica
Es endémica de las islas Tanimbar (Molucas).